# Stenanona cauliflora
Stenanona cauliflora är en kirimojaväxtart som först beskrevs av J. W. Walker, och fick sitt nu gällande namn av George Edward Schatz. Stenanona cauliflora ingår i släktet Stenanona och familjen kirimojaväxter. Inga underarter finns listade i Catalogue of Life.